# Erica setociliata
Erica setociliata är en ljungväxtart som beskrevs av H.A. Baker. Erica setociliata ingår i släktet klockljungssläktet, och familjen ljungväxter. Inga underarter finns listade i Catalogue of Life.